# Dinotrema mesocaudatum
Dinotrema mesocaudatum är en stekelart som beskrevs av Van Achterberg 1988. Dinotrema mesocaudatum ingår i släktet Dinotrema och familjen bracksteklar. Inga underarter finns listade i Catalogue of Life.